# Nordiska konstutställningen i Göteborg 1881

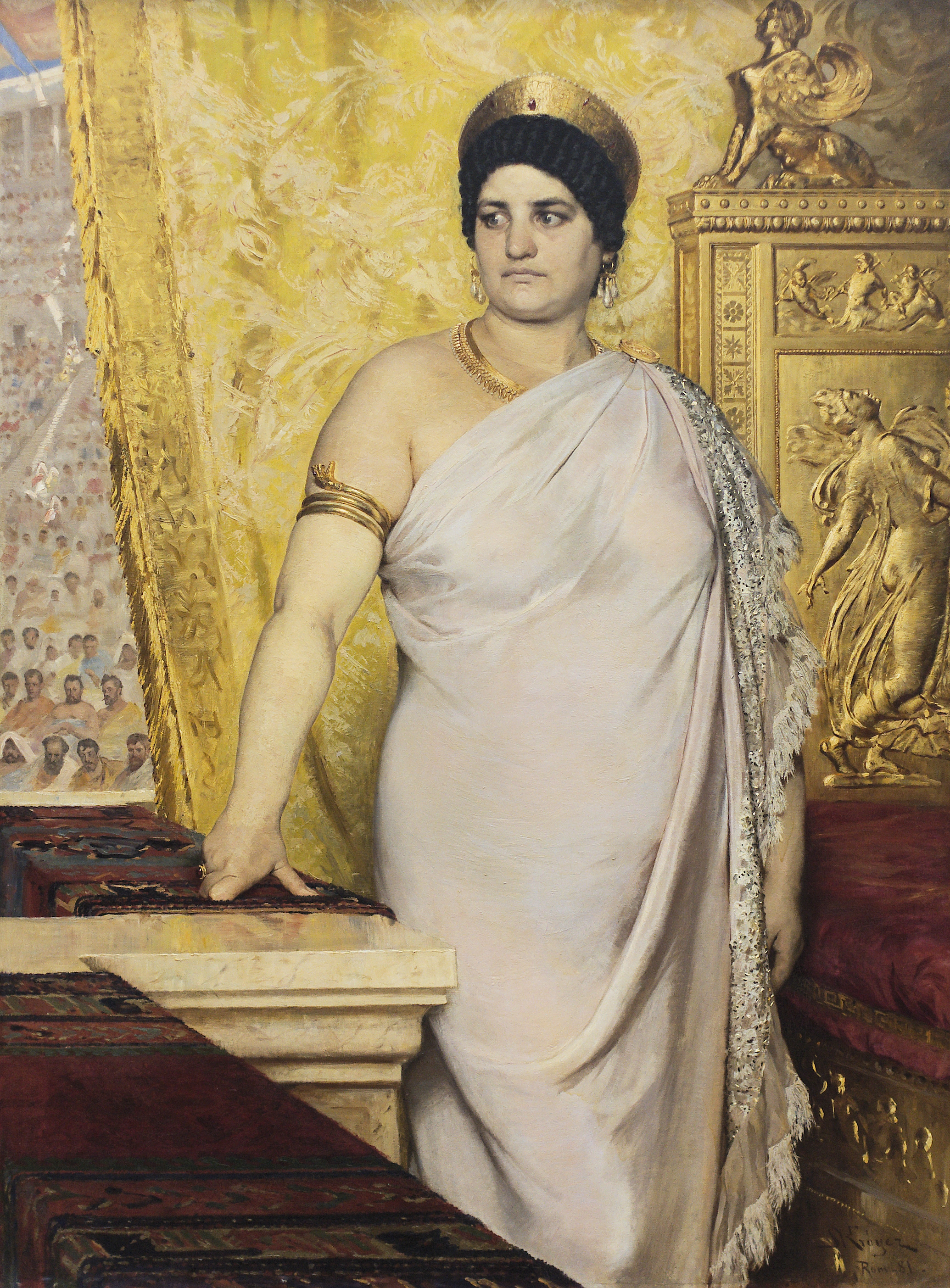
Peder Severin Krøyers naturalistiska Messalina omskrev i Göteborgs Handels- och Sjöfartstidning som utställningens "främsta pärla". Verket köptes in av Fürstenberg och donerades till Göteborgs museum.

Nordiska konstutställningen i Göteborg genomfördes sommaren 1881, organiserad av Sällskapet Gnistan och var den dittills största konstutställningen i Sverige med sina cirka 300 nordiska konstnärer som tillsammans presenterade omkring 750 arbeten. Utställningen hölls i Konstslöjdskolans lokaler. Utställningskommitténs ordförande var Dr. Victor Rydberg. Under utställningen som hölls öppen mellan 3 juni och 2 augusti såldes konstverk för ett belopp av omkring 100,000 kronor. 
Utställningen omfattade svenska, norska, danska och finska konstnärer – där Sverige hade flesta verk representerade och Finland minst. Förhållandena var som följer:
| Typ                | Svenska | Norska | Danska | Finska | Summa |
| ------------------ | ------- | ------ | ------ | ------ | ----- |
| Porträtt           | 24      | 2      | 10     | 0      | 36    |
| Hist.o.Mytol.      | 12      | 4      | 3      | 0      | 19    |
| Genre              | 88      | 45     | 43     | 4      | 180   |
| Djurbilder         | 20      | 1      | 8      | 0      | 29    |
| Landskap           | 108     | 59     | 45     | 9      | 221   |
| Marin              | 21      | 16     | 30     | 0      | 67    |
| Blomster stilleben | 9       | 8      | 7      | 0      | 24    |
| Akvarell teckning  | 59      | 0      | 23     | 0      | 82    |
| Grafik             | 4       | 1      | 0      | 0      | 5     |
| Skulptur           | 47      | 1      | 7      | 2      | 57    |
| Summa              | 392     | 137    | 176    | 15     | 720   |

I samband med utställningen hölls mellan 10:e och 12:e juni även ett konstnärsmöte i Göteborg där omkring 150 konstnärer deltog.
Nordiska konstutställningen 1881 kan ses som den andra i en serie av fyra stora konstutställningar som arrangerades i Göteborg under andra hälften av 1800-talet. Den första arrangerades 1869, den tredje 1886 och den sista 1891.